# Pickup on South Street
Pickup on South Street és una pel·lícula estatunidenca dirigida per Samuel Fuller, estrenada l'any 1953.

## Argument
En el metro, Skip Mc Coy, un carterista, li roba la cartera a Candy. Els policies que seguien la jove dona sospitosa de ser una agent comunista, presencien l'escena sense poder intervenir. De retorn a casa seva, Mc Coy descobreix que la cartera conté un microfilm. Policies i comunistes proven de recuperar-ho.

## Repartiment
- Richard Widmark: Skip McCoy
- Jean Peters: Candy
- Thelma Ritter: Moe
- Murvyn Vye: el capità Dan Tiger
- Richard Kiley: Joey
- Willis Bouchey: l'agent de l'FBI Zara
- Milburn Stone: el detectiu Winocki
- Stuart Randall: el comissari de policia
- Clancy Cooper (no surt als crèdits): el detectiu Eddie

## Al voltant de la pel·lícula
En la versió original no hi ha droga sinó microfilms i espies comunistes. No obstant això, l'aspecte propagandista d'un anticomunisme podria molestar l'explotació de la pel·lícula a França, i a través de la filial francesa de la 20th Century Fox, els comunistes han esdevingut en els diàlegs de la versió francesa traficants de droga, i el microfilm la recepta d'una nova droga. Com en la pel·lícula de Fuller els comunistes són simples vehicles de la por, ha calgut canviar alguns diàlegs per transformar la història.

## Premis i nominacions

### Premis
- Lleó de Bronze al Festival de Venècia per Samuel Fuller

### Nominacions
- Òscar a la millor actriu secundària  per Thelma Ritter[4]
- Lleó d'Or al Festival de Venècia per Samuel Fuller